# Lob der Frauen
Lob der Frauen, op. 315, är en polkamazurka av Johann Strauss den yngre. Den framfördes första gången den 17 februari 1867 i Volksgarten i Wien.

## Historia
Polkan komponerades till karnevalen 1867 och spelades första gången vid en konsert i Volksgarten den 17 februari 1867. Samma år tog Strauss med sig polkan till Världsutställningen i Paris, där den dock inte blev lika populär som i Wien. 1899 använde Adolf Müller delar av polkan i operetten Wiener Blut, som bestod av sammansatt musik från Strauss verk.

## Om polkan
Speltiden är ca 4 minuter och 28 sekunder plus minus några sekunder beroende på dirigentens musikaliska tolkning.